# Anthurium ericae
Anthurium ericae är en kallaväxtart som beskrevs av Friedrich Ludwig Diels. Anthurium ericae ingår i släktet Anthurium och familjen kallaväxter. Inga underarter finns listade.